# Scott Michael Foster
Scott Michael Foster (Winfield (Illinois), 4 maart 1985) is een Amerikaans acteur. Hij is bekend door onder andere zijn rol in de ABC Family-serie Greek als "Cappie".

## Biografie
Foster is geboren in Winfield (Illinois) in het Central DuPage ziekenhuis. Hij verhuisde vervolgens naar Highland Village (Texas), een voorstad van Dallas, waar hij geïnteresseerd raakte in acteren op de basisschool. Hij ging eerst naar Briarhill Middle School, daarna naar Edward S. Marcus High School waar hij betrokken was bij het theater totdat hij de opleiding afrondde in 2003. Hij nam deel aan "Father of the Bride" in zijn eerste jaar. Vervolgens ging Foster naar Collin College voor één semester met als focus: acteren, maar al snel verliet hij deze opleiding om een professionele carrière op dat vlak na te jagen.
Hij heeft twee zusters. Een van zijn zusters beheert zijn website en facebookpagina. Hierop vertelde zij over een project, Neighbros, waar haar broer in samenwerking met Jamie Jorn en Fosters toenmalige vriendin Laura Prepon komische sketches plaatste. In een van deze sketches "Naked Tuesday" ging Foster uit de kleren. Er waren plannen om dit project groter aan te pakken. De eerste tv-pilot was klaar en er waren plannen voor een film. Het wachten was op Scott die vanwege Greek nog niet vrij was.
Hij speelt gitaar en is de leadzanger van zijn indie rockband Siren's Eye. Siren's Eye bracht hun eerste Extended play, getiteld "Red Room", uit op iTunes op 15 december 2009. In Greek zijn in de aflevering "Freshman Daze" zijn zangkunsten horen.

## Carrière
Foster verhuisde naar Los Angeles, waar hij zich aanmeldde voor figurantenwerk wanneer hij maar kon. Een vertegenwoordiger, van een bedrijf dat Jerry Seinfeld vertegenwoordigde, kwam naar Fosters acteerles en contracteerde hem zes maanden later. Hij deed reclame- en voice-overwerk. Verder acteerde hij in kleine films zoals Forever Charlie, een filmproject genaamd Quarterlife waar hij de rol van Jed had. Uiteindelijk kreeg hij een grote rol in Greek.

## Filmografie
| Jaar      | Titel                | Rol                    | Overig                                                                                              |
| --------- | -------------------- | ---------------------- | --------------------------------------------------------------------------------------------------- |
| 2005      | Current TV           | Zichzelf               | |
| 2005      | The Horrible Flowers | Billy                  | |
| 2007      | The Game             | Brandon                | Tv-serie, seizoen 2, aflevering 4: "Hit Me With Your Best Shot"                                     |
| 2007      | Women's Murder Club  | Milo Bishop            | Tv-serie, seizoen 1, aflevering 3: "Blind Dates and Bleeding Hearts"                                |
| 2007–2011 | Greek                | Cappie                 | |
| 2008      | Quarterlife          | Jed Berland            | Tv-serie, 3 afleveringen                                                                            |
| 2009      | Teenage Dirtbag      | Thayer Mangeres        | |
| 2010      | Ashley's Ashes       | Kern                   | |
| 2011      | Parenthood           | Gary                   | |
| 2011      | Law & Order: LA      |                        | Tv-serie, seizoen 1, aflevering 14: "Runyon Canyon"                                                 |
| 2011      | Melissa & Joey       | George                 | Tv-serie; seizoen 1, 3 afleveringen: "Young Love", "Mel & Joe's Anniversary", "Going the Distance?" |
| 2012      | The River            | Jonas Beckett          | |
| 2014      | Once Upon a Time     | Kristoff               | Tv-serie, seizoen 4                                                                                 |
| 2017      | Crazy Ex-Girlfriend  | Nathaniel Plimpton III | Tv-serie, seizoen 3                                                                                 |
| 2021      | You                  | Ryan Goodwin           | Tv-serie, seizoen 3                                                                                 |